# Marcin Markowski
Marcin Markowski (ur. 1978 w Kartuzach) – grafik, wykładowca na Uniwersytecie Artystycznym w Poznaniu, gdzie pełni obowiązki kierownika I Pracowni Plakatu. Ukończył poznańską ASP w Pracowni Ilustracji i Wydawnictw prof. Mirosława Adamczyka. Autor plakatów, wydawnictw i identyfikacji wizualnych oraz opraw plastycznych. Współpracuje z instytucjami kulturalnymi (m.in. Teatr Polski w Poznaniu, Teatr Wielki w Poznaniu, Teatr Syrena w Warszawie, CK „Zamek” w Poznaniu oraz BWA w Bydgoszczy).
Uczestnik krajowych i międzynarodowych wystaw plakatu oraz grafiki wydawniczej m.in. w Polsce, Chinach, Japonii, Tajwanie, Boliwii, Słowacji, Bułgarii, Węgrzech i USA.
Za twórczość projektową otrzymał wiele prestiżowych nagród. Jego prace publikowane były w wielu wydawnictwach, katalogach i czasopismach na całym świecie.
Autor książki 100 × 70 przestrzeń plakatu (2018), nagrodzonej złotym medalem na European Design Award 2016 w Wiedniu.
Jego prace znajdują się w zbiorach muzeów na całym świecie, m.in. w Muzeum Plakatu w Wilanowie, Muzeum Narodowym w Poznaniu, Muzeum Sztuki Współczesnej w Toyamie czy Muzeum Narodowym w Shenzhen.

## Nagrody i odznaczenia
- Indywidualna Nagroda Istvana Orosza na China International Poster Biennal w Hangzhou (2011),
- Złota oraz Srebrna nagroda na European Design Awards (Belgrad 2013),
- Nagroda FPO Awards (USA 2013),
- Brąz na Hong Kong Global Design Awards (2013),
- Grand Prix, Złoto w kategorii Visual Communication Design oraz nagroda Icograda Special Awards na Taipei Design Awards (2014),
- Brąz na European Design Awards (2014),
- Złoto oraz Srebro na European Design Awards (2015),
- Srebro na London Design & Advertisig Awards (2015)
- główna nagroda na Międzynarodowym Biennale Plakatu Teatralnego w Rzeszowie (2015).
- Złoto oraz Srebro na European Desig Awards (Wiedeń 2016),
- Golden Bee Awards (Moskwa 2016),
- Złoto oraz Brąz na Joseph Binder Awards (Wiedeń 2016),
- Ico-D Awards oraz Judges’ Special Award na International Design Awards (Tajpej 2016),
- Odznaka honorowa „Zasłużony dla Kultury Polskiej” (2017),
- Brązowy Medal za Długoletnią Służbę (2022)

## Muzyka
Współzałożyciel zespołu Morga (który tworzą: Joanna Markowska – śpiew; Marcin Markowski – gitara; Grzegorz Myćka – bas; Wojciech Luchowski – bębny).